# Úštěk
Úštěk település Csehországban, a Litoměřicei járásban. Úštěk Levín, Žandov, Liběšice, Snědovice, Lovečkovice, Verneřice, Hoštka, Drahobuz, Tuhaň, Blíževedly és Kravaře településekkel határos. Lakosainak száma 2858 fő (2024. január 1.).

## Népesség
A település lakosságának változását az alábbi diagram mutatja:
| Lakosok száma | 7544 | 7595 | 6882 | 3754 | 2981 | 2688 | 2868 | 2901 | 2752 | 2858 |
|               | 1869 | 1900 | 1921 | 1961 | 1980 | 2011 | 2016 | 2019 | 2021 | 2024 |